# Nationaal park Lomsdal-Visten

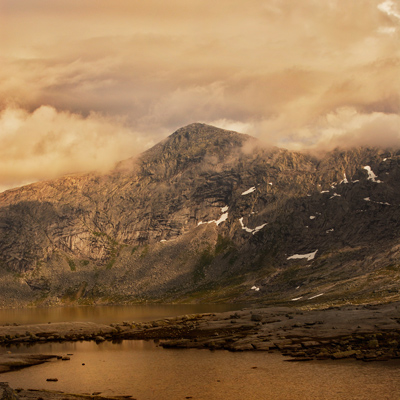
Vistkjerringa, Nationaal park Lomsdal-Visten

Nationaal park Lomsdal-Visten (Noors: Lomsdal-Visten nasjonalpark/ Zuid-Samisch: Njaarken vaarjelimmiedajve) is een nationaal park in Helgeland in Nordland, Noorwegen. Het park werd opgericht in 2009 en is 1102 vierkante kilometer groot. Het landschap bestaat uit bergen (Vistkjerringa (1239 m),  Blåfjellet (1292 m)), loofbossen, en fjell.